# جايسون فورست
جايسون فورست (بالإنجليزية: Jason Forrest)‏ هو منتج أسطوانات أمريكي، ولد في 5 أبريل 1972 في فورت ميل في الولايات المتحدة.

## وصلات خارجية
- الموقع الرسمي
- جايسون فورست على موقع ميوزك برينز (الإنجليزية)
- جايسون فورست على موقع ميوزك برينز (الإنجليزية)
- جايسون فورست على موقع أول ميوزيك (الإنجليزية)
- جايسون فورست على موقع ديسكوغز (الإنجليزية)
- جايسون فورست على موقع ديسكوغز (الإنجليزية)